# San Pedro Carchá
San Pedro Carchá è un comune del Guatemala facente parte del dipartimento di Alta Verapaz.
Una relazione scritta nel 1635 dal capitano Martín Alonso de la Tovílla riporta un documento di emissione reale del 7 settembre 1543 nel quale è già menzionato il pueblo di San Pedro Carchá, di cui si riporta avere circa 400 abitanti.